# Haplocampa chapmani
Haplocampa chapmani är en urinsektsart som beskrevs av Filippo Silvestri 1933. Haplocampa chapmani ingår i släktet Haplocampa och familjen Campodeidae. Inga underarter finns listade i Catalogue of Life.